# あんにょんキムチ
『あんにょんキムチ』は、1999年の日本映画。松江哲明監督。

## 概要
本作は、日本映画学校のジャーナルコースの卒業制作として制作された、監督松江哲明自身の記録映画である。
2000年8月12日よりBOX東中野にて公開され、2006年にはシネマアートン下北沢でアンコールロードショーされた。
「アンニョン」という言葉には「こんにちは」と「さようなら」両方の意味がこめられている。タイトルはここからとって、皮肉でつけた。

## 出品・受賞
- 1999年　韓日青少年映画祭・監督賞受賞
- 1999年　山形国際ドキュメンタリー映画祭・アジア千波万波 特別賞＆NETPAC（最優秀アジア映画）特別賞受賞
- 1999年　東京国際映画祭　ニッポン・シネマ・ナウ出品
- 1999年　ソウルドキュメンタリー映画祭　フォーカス・オン・ジャパン出品
- 2000年　香港国際映画祭出品
- 2000年　スイス・ニヨン国際ドキュメンタリー映画祭出品

## ストーリー
哲明の祖父、戦争のころ来日した韓国人の松江勇吉（劉忠植）。その祖父の最期の言葉は「哲明バカヤロー！」だった…。
祖父、そして家族が歩んできた歴史を、孫（在日三世）の視点でたどる笑いと涙の記録。